# Variimorda ihai
Variimorda ihai is een keversoort uit de familie spartelkevers (Mordellidae). De wetenschappelijke naam van de soort is voor het eerst geldig gepubliceerd in 1959 door Chûjô.